# 아이 엠 래스
《아이 엠 래스》(영어: I Am Wrath)는 미국에서 제작된 척 러셀 감독의 2016년 액션 스릴러 영화이다. 존 트러볼타 등이 출연하였고, 롭 칼리너 등이 제작에 참여하였다.

## 출연진
- 존 트러볼타
- 어맨다 슐
- 리베카 더모네이
- 크리스토퍼 멀로니
- 샘 트래멀
- 어산티 존스
- 패트릭 세인트에스프리
- 폴 슬론
- 루이스 다실바
- 도리스 모가도
- 멀리사 볼로니아

## 기타 제작진
- 미술: 대니얼 B. 클랜시